# Creoleon minanus
Creoleon minanus är en insektsart som beskrevs av C.-k. Yang 1999. Creoleon minanus ingår i släktet Creoleon och familjen myrlejonsländor. Inga underarter finns listade i Catalogue of Life.